# Alosa cuacurta
L'alosa cuacurta (Spizocorys fremantlii) és una espècie d'ocell de la família dels alàudids (Alaudidae).

## Hàbitat i distribució
Habita zones de terreny rocós, planes amb herba curta, prats costaners, graveres i terra nua de Somàlia, sud i est d'Etiòpia, nord, centre, sud de Kenya i nord de Tanzània.